# Сарское сельское поселение
Са́рское се́льское поселе́ние — муниципальное образование в составе Сурского района Ульяновской области. Административный центр — село Сара.

## Население
| 2010  | 2012  | 2013  | 2014  | 2015  | 2016  | 2017  |
| ----- | ----- | ----- | ----- | ----- | ----- | ----- |
| 1852  | ↘1803 | ↘1742 | ↘1693 | ↘1648 | ↘1626 | ↘1563 |
| 2018  | 2019  | 2020  | 2021  |       |       |       |
| ↘1523 | ↘1481 | ↘1426 | ↗1432 |       |       |       |

## Состав сельского поселения
В состав поселения входят 5 населённых пунктов: 4 села и 1 посёлок.
| № | Населённый пункт  | Тип населённого пункта       | Население |
| - | ----------------- | ---------------------------- | --------- |
| 1 | Барышская Слобода | село                         | 520       |
| 2 | Елховка           | село                         | 95        |
| 3 | Засарье           | село                         | 108       |
| 4 | Имени Гагарина    | посёлок                      | 0         |
| 5 | Сара              | село, административный центр | 1129      |